# Omuraisu
Omurice ou omu-rice (オムライス, omu-raisu) est une omelette contenant du riz frit habituellement accompagné de ketchup,. Omu et raisu sont des contractions des mots « omelette » et « rice » (riz en anglais), le nom est un wasei-eigo. C'est un exemple de la cuisine japonaise yōshoku née par l'importation et l'adaptation de recettes occidentales après l'abrogation du sakoku (fermeture du pays) au début de l'ère Meiji. 
C'est un plat populaire qui peut être réalisé à la maison ou dégusté dans des restaurants de type occidentaux au Japon. Le plat fut importé en Corée durant l'occupation japonaise, et est aujourd'hui souvent servi en garniture dans les restaurants gimbap en Corée du Sud, où il est appelé 오므라이스 (omeuraiseu) en hangul. L'omurice est aussi prisé à Taïwan, qui a été aussi occupée par le Japon. Les enfants en particulier apprécient ce plat ; il figure souvent dans les menus enfants.
Le plat est souvent constitué de chikin raisu (« riz au poulet », riz revenu à la poêle avec du poulet et du ketchup), enrobé dans une mince omelette. Les ingrédients parfumant le riz peuvent varier. Souvent, le riz est cuit avec de la viande (le plus souvent du poulet) et/ou des légumes, et peut être aromatisé avec du bouillon de bœuf, ketchup, sauce blanche demi-glace ou juste du sel et de poivre. Parfois le riz est remplacé par des nouilles frites (yakisoba) ; le plat est alors appelé omusoba. Une variante d'Okinawa est l'omutako, une omelette sur du taco raisu (en).

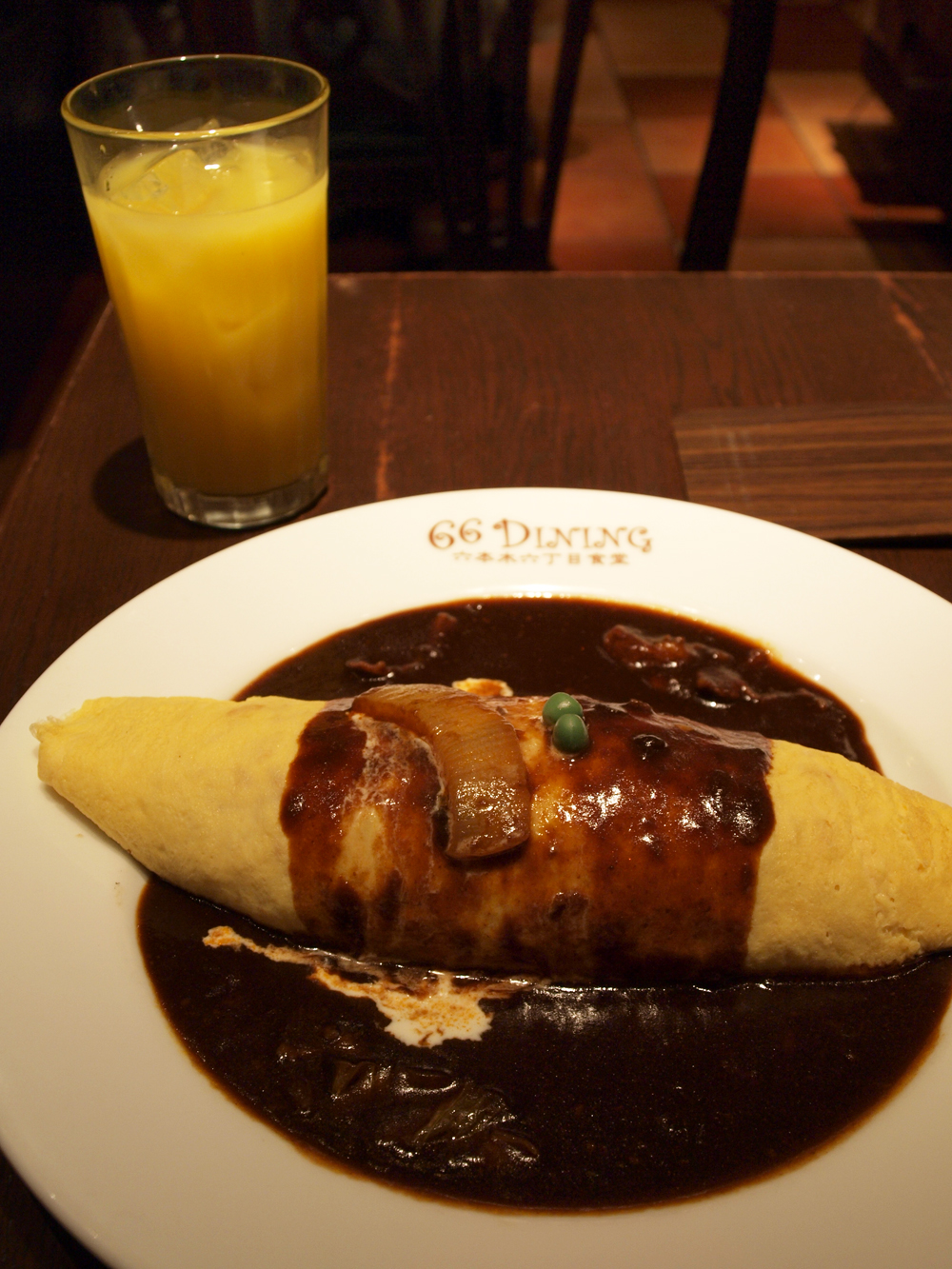
Omurice.
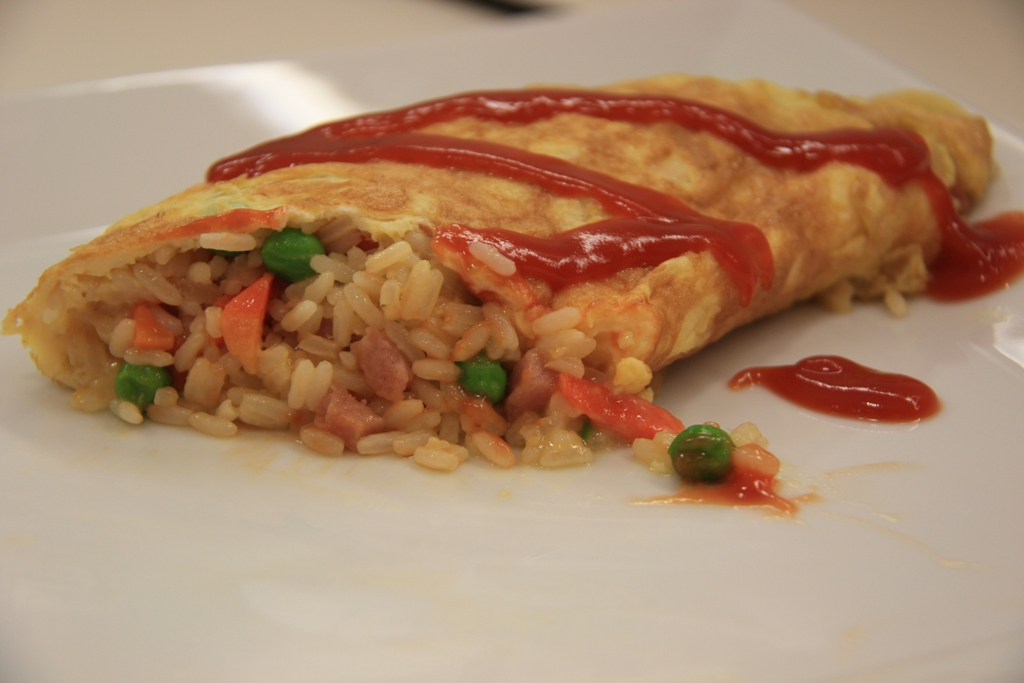
Intérieur d'un omurice.